# Gare d'Ishibashi handai-mae
La gare d'Ishibashi handai-mae (石橋阪大前駅, Ishibashi handai-mae-eki) est une gare ferroviaire située à Ikeda, dans la préfecture d'Osaka au Japon. La gare est exploitée par la compagnie Hankyu.

## Situation ferroviaire
La gare d'Ishibashi handai-mae est située au point kilométrique (PK) 13,5 de la ligne Takarazuka. Elle marque le début de la ligne Minoo.

## Histoire
La gare est inaugurée le 10 mars 1910 sous le nom de gare d'Ishibashi. Elle prend son nom actuel en 2019 pour marquer sa proximité avec l'université d'Osaka (Handai).

## Service des voyageurs

### Accueil
La gare dispose d'un bâtiment voyageurs, avec guichet, ouvert tous les jours.

### Desserte
- Ligne Takarazuka :
  - voie 1 : direction Takarazuka
  - voies 2 et 4 : direction Osaka-Umeda
- Ligne Minoo :
  - voies 3 et 5 : direction Minoo

## À proximité
- Université d'Osaka, campus de Toyonaka.